# IV. Ulászló bástyája (Wawel)

A bástya a Wawel térképén

IV. Ulászló bástyája (lengyelül: Bastion Władysława IV na Wawelu) hadászati építmény az egykori Waweli erődítményben, Krakkóban. A 14-19. század között a Wawel fő kapuját – az Alsó- vagy más néven Előkaput – védte az erődítmény részeként.

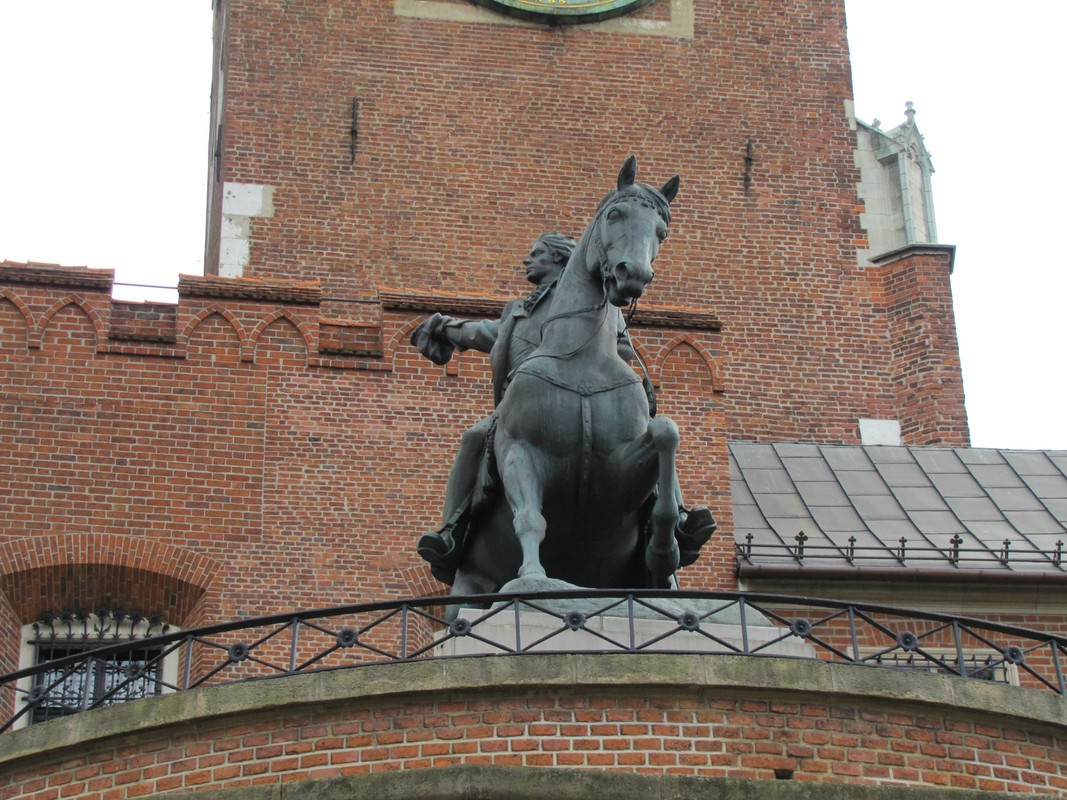
A Tadeusz Kościuszko emlékmű a bástya tetején

## Története
Kezdetben három gótikus vártorony állt itt, melyeket valószínűleg II. Ulászló lengyel király uralkodásakor emeltek. A 16. században folyamatosan erősítették, átépítették őket, ekkor váltak hadászati értelemben vett bástyává. Az építmény végső, ma is látható formáját az 1644-1646-os években, IV. Ulászló lengyel király idején nyerhette el.
A bástyát 1739-1740 folyamán Franciszek Toriani toszkán születésű építész irányításával felújították. Az osztrák megszállók azonban 1821 és 1828 között meggyengítették védő rendszerét és a tetején egy kör alakú mellvédet emeltek korláttal.
A bástyán 1921-ben Tadeusz Kościuszko lovas szobrát helyezték el. A szobor Leonard Marconi és Antoni Popiel közös munkája volt. Az alkotást 1940-ben a hitleristák elpusztították, 1960-ban Drezda város ajándékaként öntötték újra.

## Fordítás
- Ez a szócikk részben vagy egészben a Bastion Władysława IV na Wawelu című lengyel Wikipédia-szócikk ezen változatának fordításán alapul.  Az eredeti cikk szerkesztőit annak laptörténete sorolja fel. Ez a jelzés csupán a megfogalmazás eredetét és a szerzői jogokat jelzi, nem szolgál a cikkben szereplő információk forrásmegjelöléseként.